# 选帝侯
选帝侯（德語： [ˈkuːɐ̯ˌfʏʁst] ⓘ，复数为 [ˈkuːɐ̯ˌfʏʁstn̩] ⓘ；「kur」意为“选择”，「Fürst」意为“诸侯”），簡稱選侯，意指拥有选举罗马人民的国王的权利的德意志诸侯，选帝侯在不同时期数量时有变化，但在大多数时候为七人，即科隆總教區總主教、美因茨總教區總主教、特里爾總教區總主教、萊茵-普法爾茨伯爵、萨克森-维滕贝格公爵、勃蘭登堡藩侯與波希米亞國王。擁有選舉皇帝權力的教區與國家稱為選侯國。选举出的国王经教宗加冕即可称为神圣罗马帝国皇帝。神聖羅馬帝國滅亡後，选帝侯封號仍為德意志帝國所使用，但已无实权。

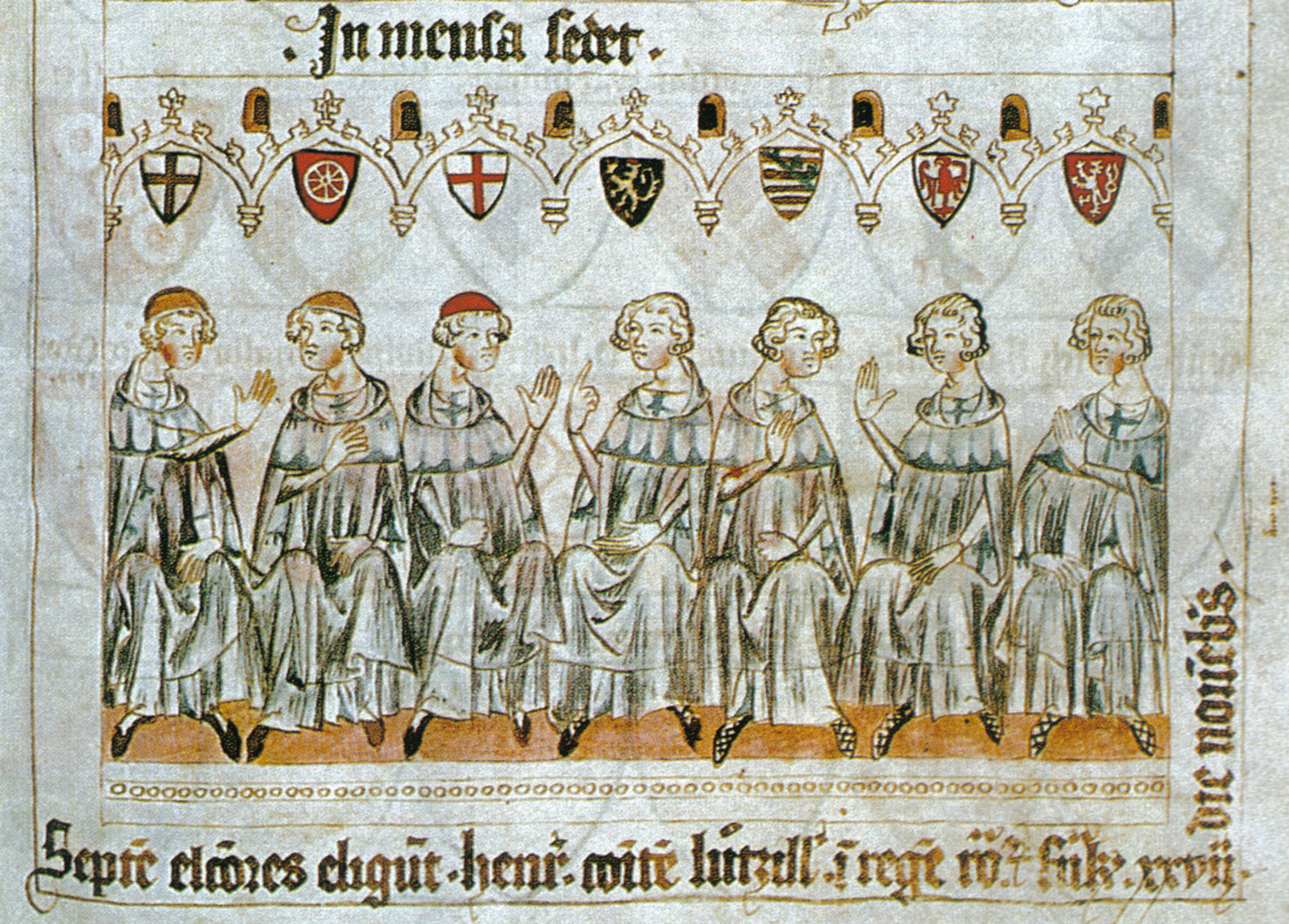
1308年11月27日，七位選舉盧森堡伯爵亨利為「羅馬人民國王」的選帝侯。由左至右：科隆總教區總主教、美因茨總教區總主教、特里爾總教區總主教、萊茵-普法爾茨伯爵、萨克森-维滕贝格公爵、勃蘭登堡藩侯與波希米亞國王

七大选侯在帝国内所辖封地（1618年）其中：红/粉色为波希米亚王国；蓝色为普法尔茨；黄色为萨克森选侯国；黑色为勃兰登堡选侯国；橙色为科隆总主教；紫色为特里尔总主教；綠色为美因茨总主教。

## 起源

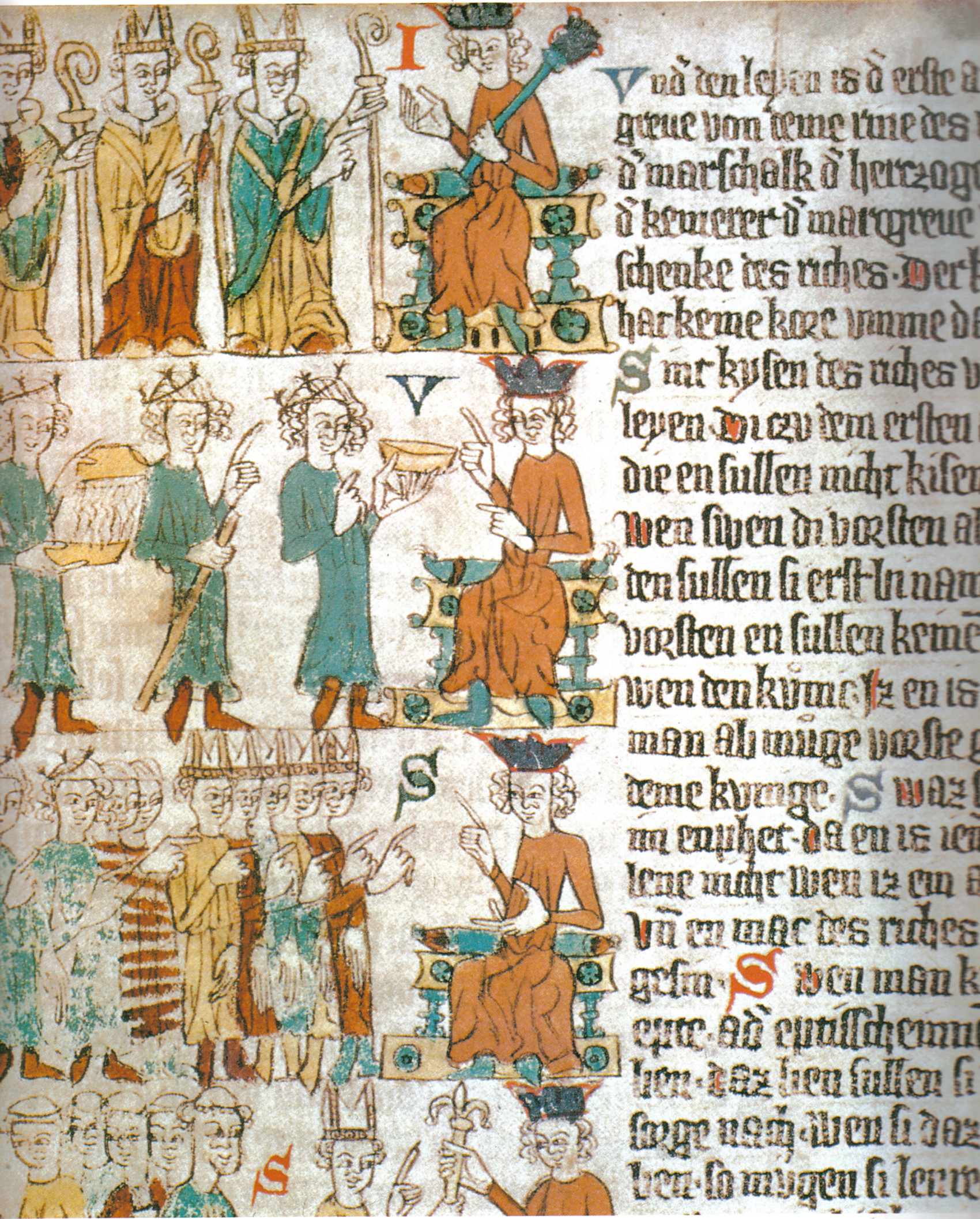
选帝侯们正在选举国王。上图：三位大主教选择国王；中图：莱茵-普法尔茨伯爵递上一个金碗，充当仆人。在他身后，萨克森公爵带着他的元帅的参谋与勃兰登堡藩侯端来一碗温水，作为仆人；下图，众人面前的新国王（海德堡，约 1300 年）

選舉德意志君主的制度源自于古日耳曼人時期的選舉部落首領風俗，後被法蘭克人繼承并保留下來。隨著法蘭西王國王權的加強，王位世襲制取代了選舉制，惟德意志地區仍然保留了國王選舉制。任何自由人都能擔任候選人，不過投票權僅限於那些有地位和名望的貴族。一小部份諸侯在1125年的羅馬人的國王選舉大會上支持薩克森公爵洛泰爾，洛泰爾以承認他們的地位換取他們的支持。不久，國王由特定選舉人選舉產生的制度被確立下來，一個由部份諸侯組成的專門團隊握有選舉權。選舉團在1152年和1198年兩次被提及。
來自于教宗烏爾巴諾四世的一封信建議實行古老的法則，羅馬人的國王應由七位「選侯」選舉產生。他們是：
三個王公主教：
- 美茵茨總教區總主教
- 特里爾總教區總主教
- 科隆總教區總主教

四個世俗諸侯：
- 波希米亞國王
- 萊茵-普法爾茨伯爵
- 萨克森-维滕贝格公爵
- 布蘭登堡藩侯

三個總教區是德意志境內最古老和具有權勢的主教教座，自東法蘭克四大公爵時代就承襲重要職務。四大世俗諸侯则代表東法蘭克王國時期的四大民族：法蘭克人（法蘭克尼亞公國）、薩克森人（薩克森公國）、苏维汇人（施瓦本公國）、巴伐利亞人（巴伐利亞公國）。
法蘭克尼亞公國和施瓦本公國在13世纪時已滅亡，萊茵-普法爾茨伯爵和勃蘭登堡藩侯分别成為了此两国的繼任者，而阿斯坎尼家族的萨克森公国因諸子繼承而分裂为数个以萨克森为名的小公国，其选侯席位则由主支萨克森-维滕贝格公国获得。原先維特爾斯巴赫家族的巴伐利亞公爵身兼萊茵-普法爾茨伯爵，同时占有巴伐利亚与法兰克尼亚两席选侯席位。自從公爵奥托二世去世后，幾個兒子瓜分了其領地，經過一系列戰爭后，1329年的帕維亞條約規定上巴伐利亞公爵路易二世的次子魯道夫繼承萊茵-普法爾茨，路易二世的幼子路易得到了巴伐利亞。至此，維特爾斯巴赫家族主支分為長系（萊茵-普法爾茨）和幼系（巴伐利亞）。由於当时維特爾斯巴赫家族的另一个较疏远的分支继承了勃蘭登堡藩侯，使得其餘選侯拒絕維特爾斯巴赫家族主支的長幼兩系同時躋身選侯（这将使維特爾斯巴赫家族确保七张皇帝选票中的三张，近乎壟断皇位），因此不得不在維特爾斯巴赫家族主支兩系中選擇一個。波希米亞王國雖然處於非德意志地區，然而在維特爾斯巴赫家族主支一分為二后，波希米亞國王得以頂替巴伐利亞公爵成為選侯之一。
1257年，在选侯们拥立的对立国王荷蘭伯爵威廉二世死后，七位諸侯分裂为两大阵营，分別支持康沃爾伯爵理查德和卡斯蒂利亚国王阿方索為國王，其中科隆總教區總主教、美因茨總教區總主教、莱茵-普法尔茨伯爵、波希米亚国王支持理查德，而特里尔總教區總主教、萨克森公爵、勃兰登堡藩侯支持阿方索，雙方都宣稱對方不合法，於是开始了「大空位时期」，直至1273年哈布斯堡伯爵鲁道夫获得七位王公的一致承认而加冕为「罗马人民的国王」。

## 确立
1356年，盧森堡家族的查理四世皇帝为了谋求诸侯对其子继承王位的承认，在纽伦堡制订了著名的宪章“金璽詔書”，正式确认大封建诸侯选举“罗马人民的国王”的合法性。诏书以反对俗世的七宗罪为宗教依据，确立了帝国的七个选帝侯。他们分别是三个教会选帝侯：美因茨總教區總主教，科隆總教區總主教，特里尔總教區總主教，和四个世俗选帝侯：波希米亞國王、莱茵-普法爾茨伯爵、萨克森-维滕贝格公爵、勃蘭登堡侯爵。七选侯选举出来的人只能称“罗马人民的国王”，只有经过教宗加冕后的，才能使用“神聖羅馬帝國皇帝”头衔。
在哈布斯堡家族掌權時，選侯常能左右未來繼承人的去留，甚至干涉王權。如宗教改革時，馬丁·路德遭到教廷迫害出逃，所有的王公皆因震懾於教皇的命令，不敢收留路德。最後是哈布斯堡家族的幾名選帝侯公然歡迎路德，並讓他藏身於薩克森選帝侯的領地，保護了馬丁·路德即是一例。

## 变更

### 初期

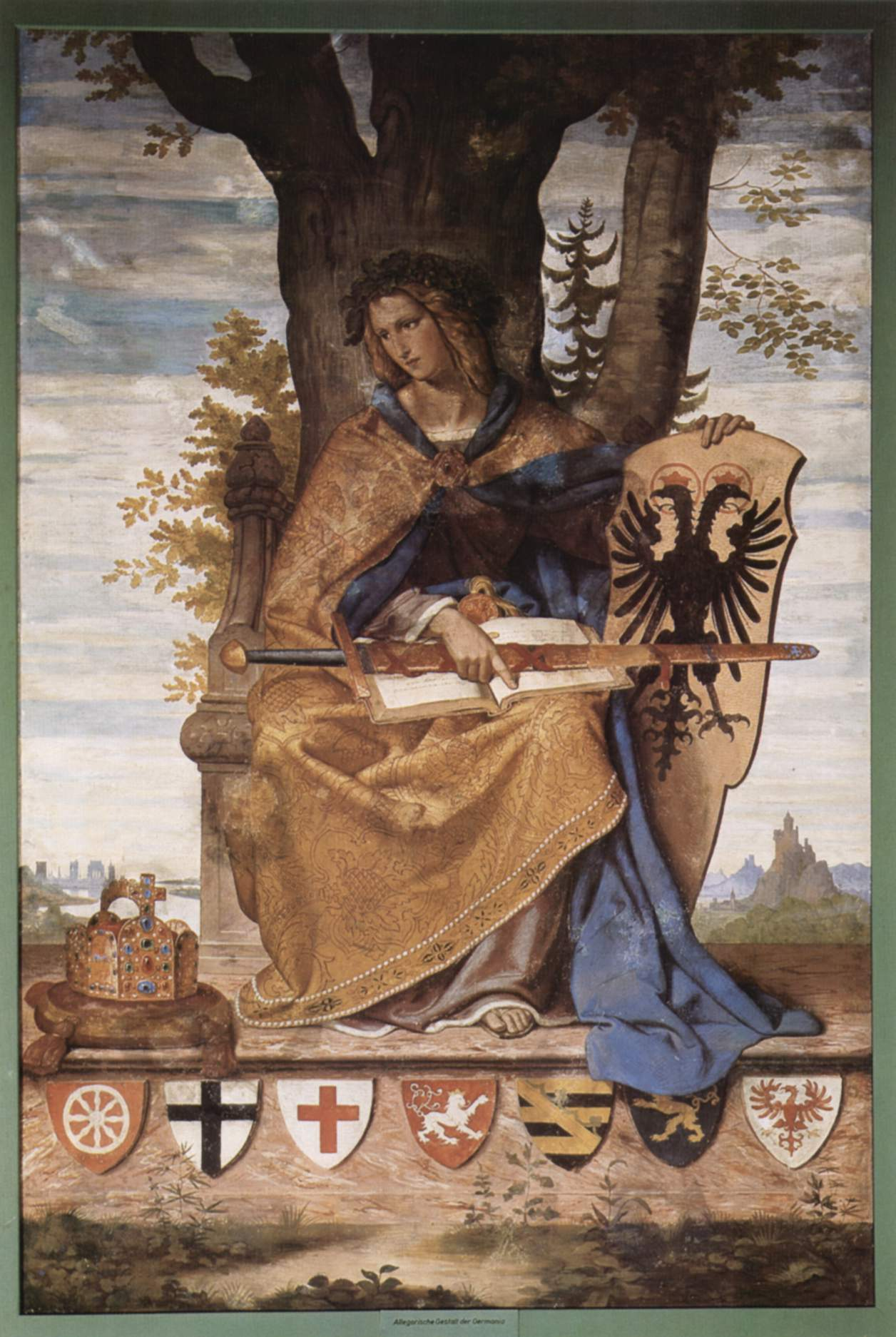
代表七位原始选帝侯的徽章，上有日耳曼妮娅像。

稳定在七位，选侯團中成员和数量在17世纪前一直没有变化。

### 三十年战争时期
- 从七位到八位
  - 1621年，普法尔茨选侯腓特烈五世在波希米亚战争（三十年战争的一部分）后被皇帝斐迪南二世废黜选侯资格，斐迪南二世赐其表亲巴伐利亚公爵马克西米利安一世為選侯，但未允许其子孙继任选侯；在1648年战后的《威斯特伐利亚和约》中，莱茵-普法尔茨伯爵被重新授予为选侯，巴伐利亚公爵依然保留选侯席位，但普法尔茨选侯的地位和权利低于其餘七位，在八位选侯中居于末位。至此维特尔斯巴赫家族的长幼两系都跻身选侯行列，由于此时两选帝侯家族支线已足够远，兩家不再构成潜在威胁。
- 从八位到九位
  - 1685年，普法尔茨-西默尔恩支系绝嗣，普法尔茨-诺依堡支系继承选侯，由于后者信奉天主教，使得选侯中的新教和天主教比例失衡。为了维持选侯中新教和天主教的平衡，皇帝利奥波德一世于1692年授予不伦瑞克-吕讷堡公爵（这一公国較常被称为汉诺威）恩斯特·奥古斯特选帝侯地位，使得选侯增加到九位，但帝国议会在1708年才予以承认。

### 西班牙王位继承战争-法国大革命时期
- 从九位到七位到九位
  - 1706年，巴伐利亚选侯和科隆选侯由于在西班牙王位继承战争中支持法蘭西王國，因此被废黜选侯資格，在1714年后的巴登和约后才恢復选侯资格。
- 从九位到八位
  - 1777年巴伐利亚选侯绝嗣，其领地因继承移转于普法尔茨选侯，两者合二为一。

### 拿破仑战争时期
- 萨伏伊
  - 1788年，萨伏依家族极力争取得选举头衔。 他们的野心得到了勃兰登堡-普鲁士的支持。 然而，法国大革命和随后的联盟战争很快使这一点变得毫无意义。
- 从八位到六位
  - 拿破仑在19世纪初期对帝国的进犯导致选侯成员发生了一系列变化。1801年，《吕内维尔和约》割让莱茵河左岸给法国，造成特里尔、科隆选侯权的断绝及美因茨选侯权移转于雷根斯堡亲王国。
- 从六位到十位
  - 1803年，帝国议会为符腾堡公爵、巴登藩侯、黑森-卡塞尔领地伯爵及萨尔茨堡公爵（德语：Liste der Herzoge von Salzburg）创设四个选侯权，选侯数量达到十位，但此四邦未曾行使權力。根據1805年普雷斯堡和約的條件，薩爾茨堡選侯國併入奧地利，其選侯權由維爾茨堡大公繼承。截止1806年神聖羅馬帝國解體，新任選侯從未行使投票權，從未被皇帝確認。

## 帝国要职
传统上，每个选帝侯席位都对应一项帝国宫廷要职。中世纪时这些皇帝家臣作为皇帝的代表在帝国内代行皇权，是位高权重的实权官员，但随着诸侯权势的增长，这些职位在选帝侯时代已经成为单纯的荣誉。
| 盾徽                      | 中文译名     | 德语名                           | 拉丁语名                        | 担任选侯                                                                       | 备注 |
| ------------------------- | ------------ | -------------------------------- | ------------------------------- | ------------------------------------------------------------------------------ | --- |
|                           | 德意志大宫相 | Reichserzkanzler für Deutschland | Archicancellarius per Germaniam | 美因茨總教區總主教                                                             | |
|                           | 意大利大宫相 | Reichserzkanzler für Italien     | Archicancellarius per Italiam   | 科隆總教區總主教                                                               | |
|                           | 勃艮第大宫相 | Reichserzkanzler für Burgund     | Archicancellarius per Galliam   | 特里尔總教區總主教                                                             | |
|                           | 大献酌官     | Erzmundschenk                    | Archipincerna                   | 波希米亚国王                                                                   | |
|                           | 大司膳       | Erztruchseß                      | Archidapifer                    | 普法尔茨选侯 （至1623）                                                        | 三十年战争后被褫夺选侯资格                                                                                     |
| 巴伐利亚选侯（1623–1706） | 大司膳       | Erztruchseß                      | Archidapifer                    | 补任原属普法尔茨的选侯空缺，西班牙王位继承战争时被褫夺选侯资格                 | |
| 普法尔茨选侯（1706-1714） | 大司膳       | Erztruchseß                      | Archidapifer                    | 补任原属巴伐利亚的选侯空缺                                                     | |
| 巴伐利亚选侯（1714-1806） | 大司膳       | Erztruchseß                      | Archidapifer                    | 西班牙王位继承战争后恢復选侯资格                                               | |
|                           | 大司马       | Erzmarschall                     | Archimarescallus                | 萨克森选侯                                                                     | |
|                           | 大司闱       | Erzkämmerer                      | Archicamerarius                 | 勃兰登堡选侯                                                                   | |
|                           | 大司库       | Erzschatzmeister                 | Archithesaurarius               | 普法尔茨选侯（1648–1706）                                                      | 新设选侯席位，西班牙王位继承战争时因普法尔茨补任大司膳而撤销                                                   |
| 汉诺威选侯（1710–1714）   | 大司库       | Erzschatzmeister                 | Archithesaurarius               | 重设席位                                                                       | |
| 普法尔茨选侯（1714–1777） | 大司库       | Erzschatzmeister                 | Archithesaurarius               | 巴伐利亚恢復选侯资格后重新出任原职，1777年普法尔茨与巴伐利亚构成共主联邦后出缺 | |
| 汉诺威选侯（1777–1814）   | 大司库       | Erzschatzmeister                 | Archithesaurarius               | 1777年普法尔茨与巴伐利亚构成共主联邦重設此職以授漢諾威                         | |
|                           | 大司纛       | Erzbannerträger                  | Archivexillarius                | 汉诺威选侯（1708–1710；1714–1777）                                             | 新设选侯席位，1710年因汉诺威选侯转任大司库而撤销该职；1714至1777间因普法尔茨选侯重任大司库而重设此职以授汉诺威 |

## 消亡
1806年，神圣罗马帝国被拿破仑勒令解散，选侯权失去了意义。选帝侯在后来的德意志帝国以一种荣誉爵位的形式存在下去，但已与原意相去甚远。